# عیسی السباح
عیسی السباح (انگلیسی: Issa Al-Sabah؛ زاده ۲۵ دسامبر ۱۹۸۶) یک بازیکن فوتبال اهل اردن است.